# Chapelle de Pont-Piétin
La chapelle de Pont-Piétin est un édifice religieux catholique situé à Blain dans le département de la Loire-Atlantique en France.

## Description
La chapelle est située dans le parc de l'hôpital psychiatrique de Pont-Piétin, à 5 km au sud-ouest du bourg de Blain. Il s'agit d'un petit édifice au plan rectangulaire. La façade principale est munie d'un portail et d'une rosace, et est surmontée d'une lanterne munie d'une cloche. Une crypte funéraire est située sous l'autel.

## Historique
La chapelle, construite entre 1888 et 1889, est l'œuvre de l'architecte Lucien Magne pour le compte d'Henri Baillardel de Lareinty, propriétaire du domaine de Pont-Piétin depuis 1884.
À la fin de la Seconde Guerre mondiale en 1944-1945, pendant les combats de la poche de Saint-Nazaire, le domaine est fortement endommagé mais la chapelle résiste cependant au conflit. À l'exception de la chapelle, le domaine est vendu au département de la Loire-Atlantique, le château rasé et les terrains convertis en hôpital psychiatrique. La chapelle reste donc toutefois la propriété des héritiers de la famille de Lareinty.